# Cultura da Eritreia
A cultura da Eritreia é influenciada pelo seu clima na região do Sahel da África, e laços históricos com a 
Etiópia, Sudão, Arábia e Itália. Embora a cultura da Eritreia seja mais estreitamente associada com a língua tigrínia dos habitantes do planalto, existem várias outras etnia e grupos linguísticos que influenciaram a cultura. Ser localizada no mar Vermelho, bem como, é a ocupação de parte do planalto etíope, também são fatores importantes.

## Religião
Embora não existam estatísticas confiáveis, estima-se que 50% da população da Eritreia é muçulmana sunita e 30% são cristãos ortodoxos. Cerca de 13% da população é católica romana, enquanto grupos que constituem menos de 5% da população incluem protestantes, os Adventistas do Sétimo Dia, as Testemunhas de Jeová, budistas, hindus e Baha'is. Cerca de 2% da população pratica religiões tradicionais.